# Оґродники (Вармінсько-Мазурське воєводство)
Оґродники (пол. Ogrodniki, нім. Baumgart) — село в Польщі, у гміні Мілеєво Ельблонзького повіту Вармінсько-Мазурського воєводства.
Населення — 340 осіб (2011).
У 1975-1998 роках село належало до Ельблонзького воєводства.

## Демографія
Демографічна структура станом на 31 березня 2011 року:
|          | Загалом | Допрацездатний вік | Працездатний вік | Постпрацездатний вік |
| -------- | ------- | ------------------ | ---------------- | -------------------- |
| Чоловіки | 179     | 49                 | 117              | 13                   |
| Жінки    | 161     | 32                 | 102              | 27                   |
| Разом    | 340     | 81                 | 219              | 40                   |